# Fu Jian

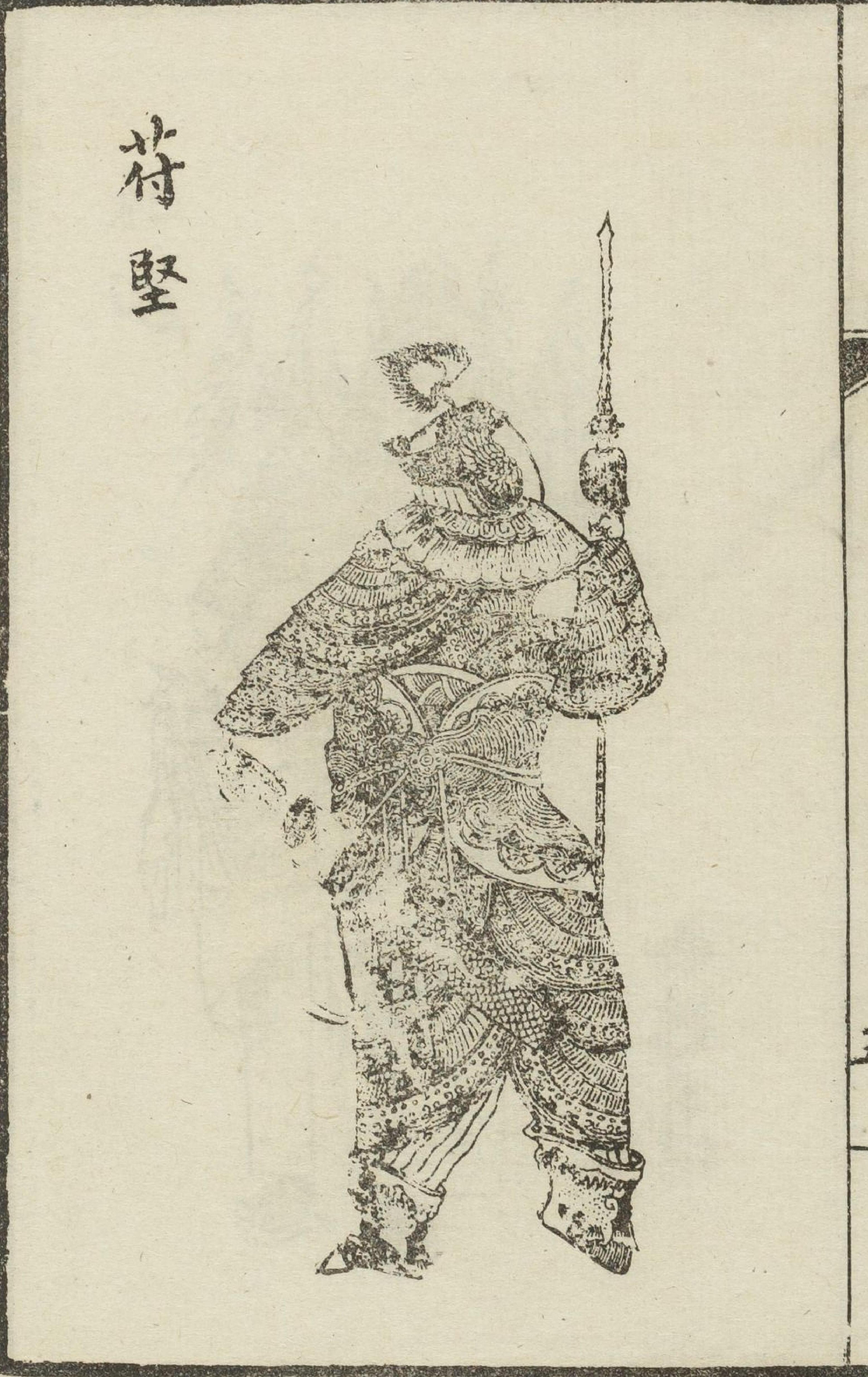
Fu Jian, fiktive Darstellung aus dem 17. Jahrhundert

Fu Jian (chinesisch 符堅 / 苻坚, Pinyin Fú Jiān, W.-G. Fu Chien) (regierte von 357 – 385) war ein Eroberer tibetischer (proto-tibetische Volksgruppe der Di 氐) oder turkomongolischer Herkunft.
Sein Großvater Pu Hong, ein Offizier des letzten Hunnen-Königs Shi Hu (reg. 334–349), hatte sich 350 in Chang’an, Provinz Shaanxi selbständig gemacht, als innere Konflikte den Hunnen-Staat zerrissen. Pu Hong gründete eine eigene Dynastie – die Frühere Qin, auch wenn er im Schatten der benachbarten Könige der Mujung-Xianbei stand.
Fu Jian war ein ernsthafter Freund der chinesischen Kultur, er galt als großherzig und als bedeutender Förderer des Buddhismus. In den Jahren 369/70 beseitigte er schließlich die Herrschaft der Mujung-Xianbei in Luoyang und Shang-te und einigte bald darauf alle „Barbaren“-Staaten Nordchinas einschließlich des Tarimbeckens. Im Jahr 383 griff er das Nationalchina der Östlichen Jin-Dynastie am Oberlauf des Huai-He-Flusses an, erlitt aber trotz großer zahlenmäßiger Überlegenheit eine schwere Niederlage. Vier oder fünf untergebene Prinzen und Generäle rebellierten und versetzten seinem Reich den Todesstoß.
In den folgenden Jahren setzten sich die Tabgatsch (auch: Nördliche Wei-Dynastie) unter Tuoba Gui (reg. 386–409) als Herren Nordchinas durch.